# نيكي سميث
نيكي سميث (بالإنجليزية: Nicky Smith)‏ (28 يناير 1969 في المملكة المتحدة - ) هو لاعب كرة قدم بريطاني في مركز الوسط. لعب مع كولتشستر يونايتد وبرينتري تاون ونادي كامبريدج ستي ونادي سودبوري ونادي نورثامبتون تاون ونادي ساوثيند يونايتد وMaldon & Tiptree F.C. ‏ وWitham Town F.C. ‏ وSudbury Town F.C. ‏.